# Каракол
Каракол (кирг. Каракол — Чорна рука) — місто в Киргизстані, адміністративний центр Іссик-Кульської області. У 1889–1922 і 1939–1992 роках носив назву Пржевальськ. Населення (2009) — 63,4 тис. осіб.

## Географія

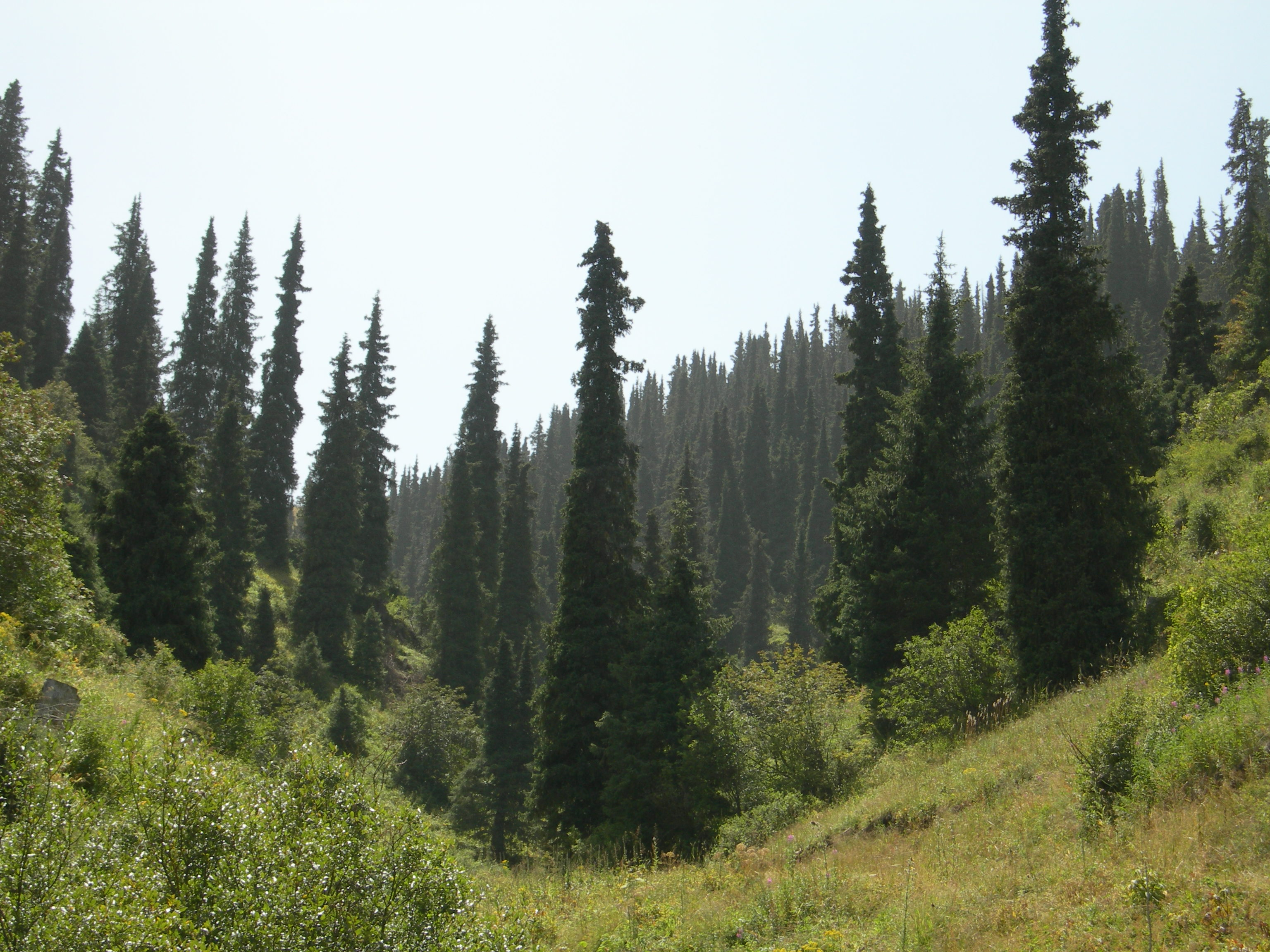
Ущелина Каракол, у якій в 1869 році було закладено місто Каракол

Місто розташоване у східній частині області, біля підніжжя хребта Терскей-Алатоо, у нижній течії річки Каракол, за 12 км від узбережжя озера Іссик-Куль, на висоті 1690–1850 метрів над рівнем моря. Відстань до міста Бішкек — 400 км, до найближчої залізничної станції Баликчи 220 км по автодорозі та водним шляхом — 184 км.
Каракол — найкраще місце для прибережних досліджень та трекінгу. Місто приваблює треккерів, мандрівників та альпіністів з усіх континентів своїми мальовничими та первозданними гірськими ландшафтами.
В ущелині-каньйоні Каракол хребта Терськей-Алатоо за 7 км від міста серед величних хвойних лісів діє гірськолижна база «Каракол» з 5 підйомниками (перепад висот від 3450 м до 2300 м),,. У радянські часи її використовували для проведення тренувань Олімпійської збірної країни.
З панорамної вершини 3040 м над рівнем моря, куди йде підйомник, відкриваються прекрасні види на високогірне озеро Іссик-Куль та найближчі п'ятитисячники (найвищий на хребті пік Каракол — 5281 м і гострий пік Джигіт — 5173 м).
Від Каракола на захід по південному берегу Іссик-Куля за 30 км знаходяться курорти Джети-Огуз (Сім биків) та Жили-Су (Тепла вода). На схід за 10 км — курорт Джергалан, а за 50 км — у відрогах Тянь-Шаню льодовикове озеро Мерцбахера. Від нього трекінг до МАЛ «Хан-Тенгрі».

### Клімат
Місто знаходиться у зоні, котра характеризується континентальним субарктичним кліматом. Найтепліший місяць — липень із середньою температурою 15.9 °C (60.6 °F). Найхолодніший місяць — січень, із середньою температурою -13.2 °С (8.2 °F).
| Клімат Каракола         | Клімат Каракола | Клімат Каракола | Клімат Каракола | Клімат Каракола | Клімат Каракола | Клімат Каракола | Клімат Каракола | Клімат Каракола | Клімат Каракола | Клімат Каракола | Клімат Каракола | Клімат Каракола | Клімат Каракола |
| Показник                | Січ.            | Лют.            | Бер.            | Квіт.           | Трав.           | Черв.           | Лип.            | Серп.           | Вер.            | Жовт.           | Лист.           | Груд.           | Рік             |
| Середня температура, °C | −13,2           | −11,5           | −3,1            | 5,2             | 9,9             | 13,4            | 15,9            | 15,2            | 10,6            | 3,8             | −4,2            | −10,2           | 2,7             |
| Норма опадів, мм        | 8.9             | 10.3            | 19.4            | 35.3            | 50.6            | 56.1            | 59.9            | 53              | 36.8            | 24.6            | 16.5            | 11              | 382.4           |
| Днів з опадами          | 7,1             | 7,8             | 9,2             | 9,4             | 12              | 12              | 10,7            | 8               | 6,4             | 6,6             | 7,2             | 6,6             | 103             |
| Вологість повітря, %    | 69.4            | 69.6            | 59.4            | 46.6            | 47.2            | 45              | 43              | 41.2            | 42.5            | 49.6            | 58.7            | 68.7            | 53.4            |
| ----------------------- | --------------- | --------------- | --------------- | --------------- | --------------- | --------------- | --------------- | --------------- | --------------- | --------------- | --------------- | --------------- | --------------- |
| Джерело: Weatherbase    |                 |                 |                 |                 |                 |                 |                 |                 |                 |                 |                 |                 |                 |

## Історія

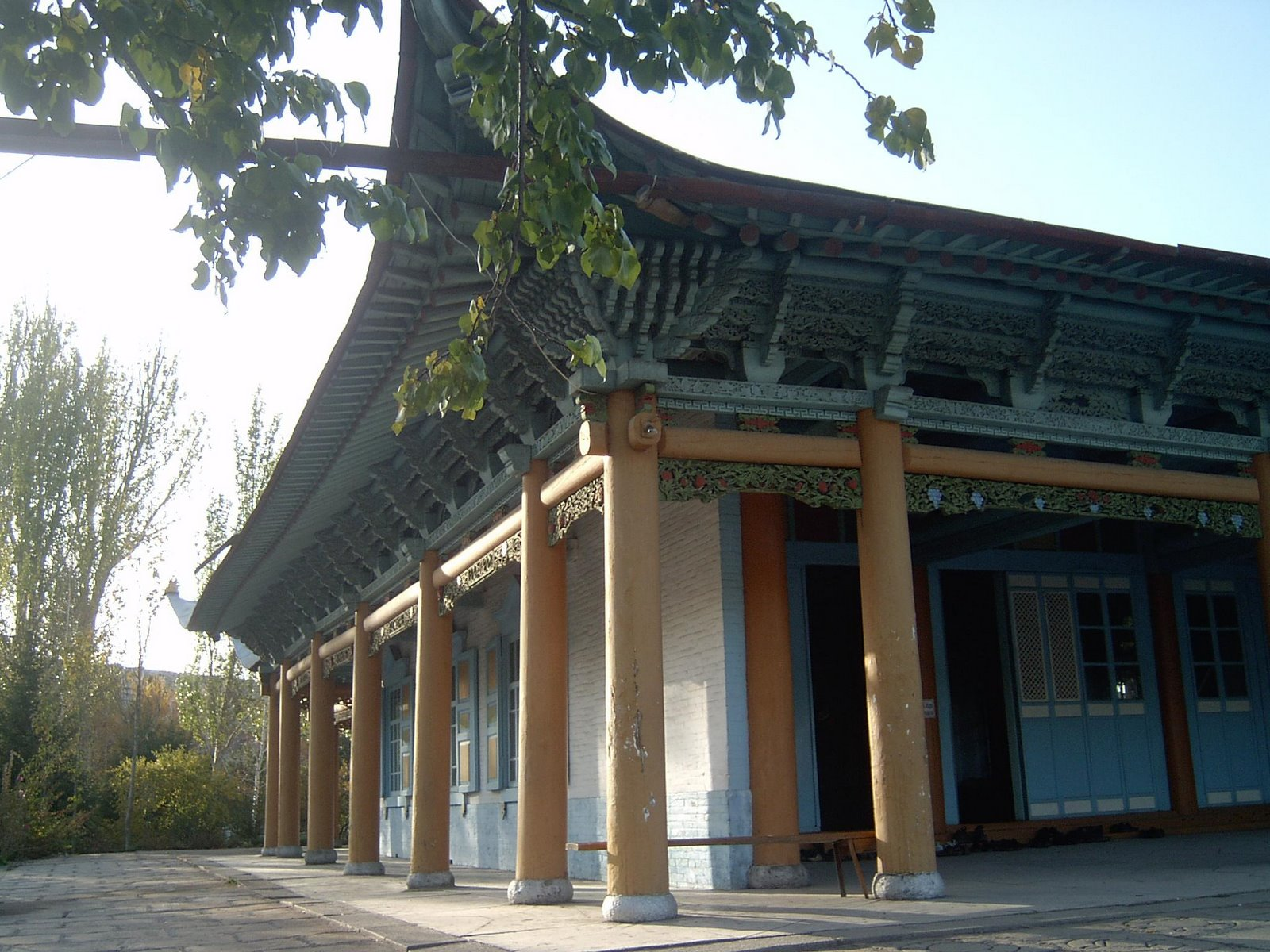
Каракол (Пржевальськ). Дунганська мечеть-«пагода», 1910

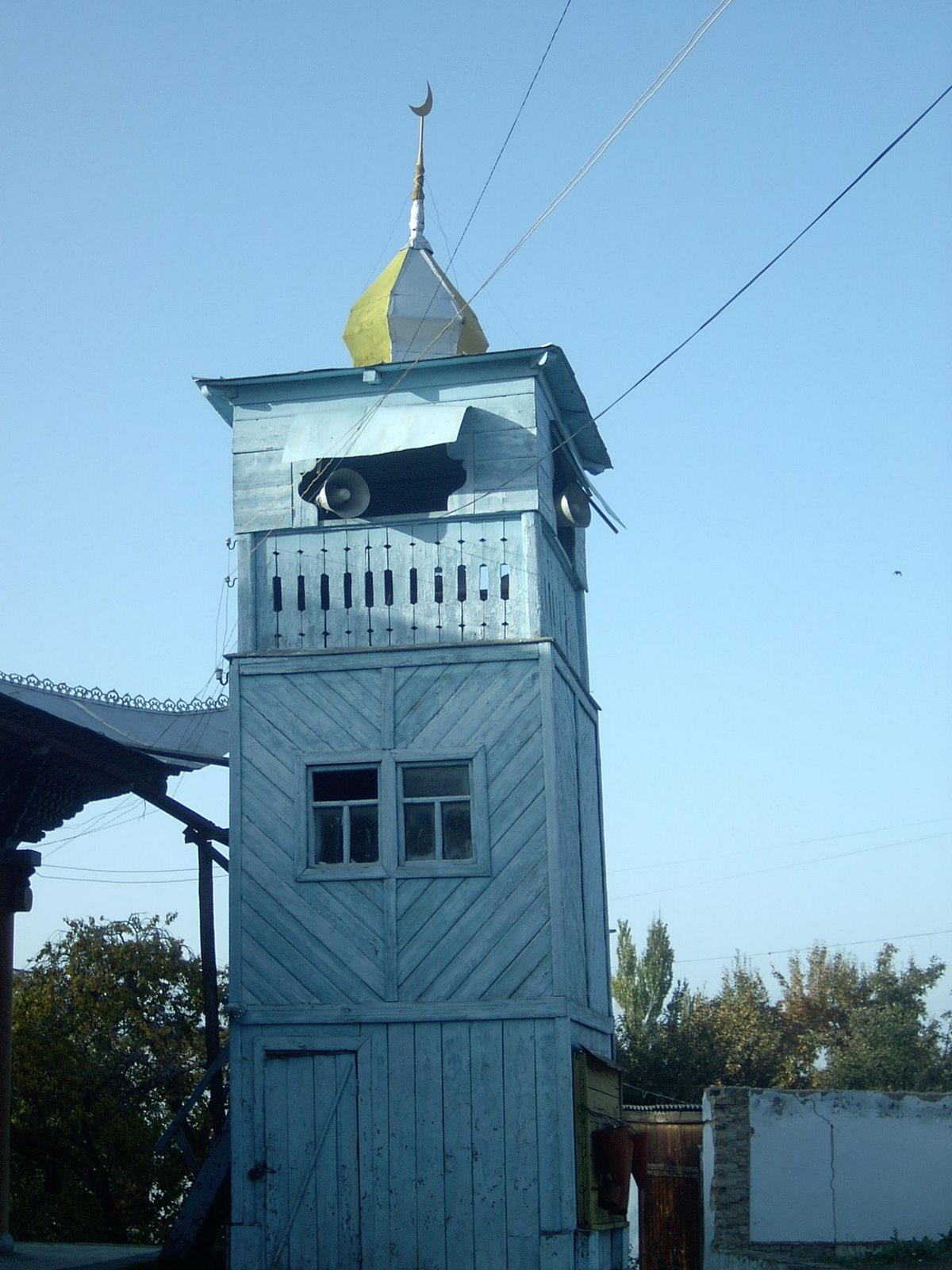
Мінарет дунганської мечеті

Місто було закладене 1869 року, як військово-адміністративний центр на караванній дорозі з Чуйської долини в Кашгарію, штабс-капітаном бароном Каульбарсому, якому було дано завдання вибрати зручне місце для нового міста. І ось першого липня 1869 року вулиці, площі та гостинний двір були закладені. Ця дата і стала вважатися днем народження міста Каракол, названого так за назвою річки, на якій він розташований.
Місто має строгу прямокутну систему планування, потопає в зелені садів, оскільки раніше кожного забудовника ставилося в обов'язок посадити сад і алею перед будинком. Було вирішено будувати місто-сад. Трохи інакше ніж в інших містах Середньої Азії виглядали і самі будівлі. До 1887 року будувалися переважно глинобитні будинки. Але після сильного землетрусу 1887 року, місто забудовувався переважно дерев'яними будинками з ґаночками, прикрашеними багатою вигадливою різьбою.
До 1872 року у Караколі було збудовано 132 двір. До 1897 року населення становило 8108 осіб. Останнім часом в місті проживає 65443 особи.
Місто кілька разів змінювало свою назву: до 1889 року воно називалося Каракол, потім було перейменоване за указом царя в місто Пржевальськ, на честь відомого російського мандрівника Н. М. Пржевальського, який під час своєї п'ятої подорожі помер у Караколі від черевного тифу. За його бажанням він був похований на березі Іссик-Куля.

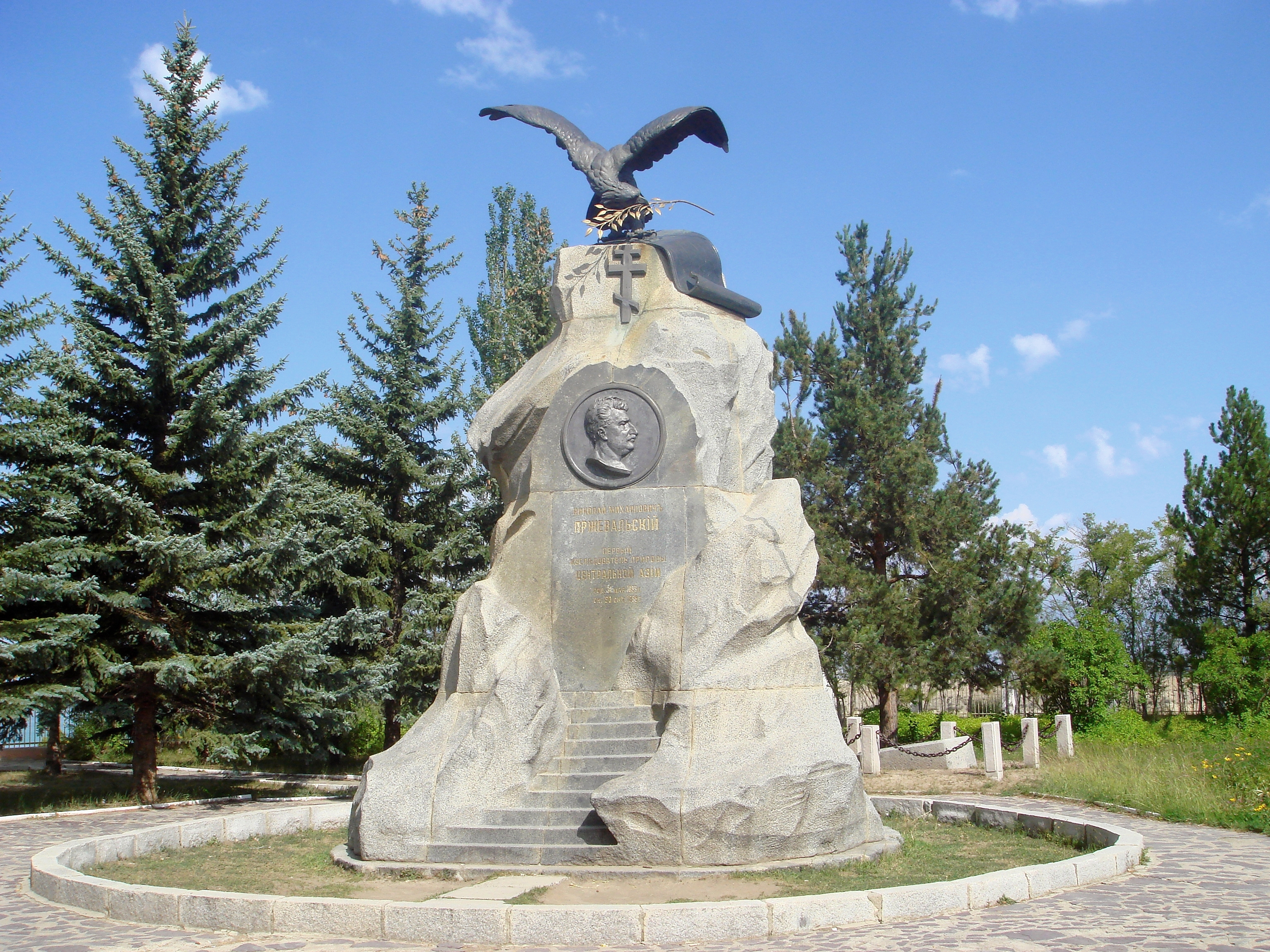
Пам'ятник Пржевальському на березі Іссик-Куля

1922 року місту було повернуто назву Каракол. 1939 року у зв'язку зі сторіччям з дня народження М. М. Пржевальського місто знову перейменоване в Пржевальськ. 1992 року після здобуття Киргизстаном незалежності знову перейменований в Каракол.
На початку 20-го сторіччя Каракол був містом порівняно високої культури. Звідси відправлялися учасники численних експедицій в центральну Азію, це були відомі вчені та мандрівники.
1887 року Я. І. Корольковим в місті була заснована перша в сучасному Киргизстані метеостанція. Перша публічна бібліотека відкрита Барсовим Н. М., 1907 року був організований кінний завод з ініціативи штабс-капітана В. П'яновського.
З економічної точки зору місто розвивалося як торговельний та адміністративний центр всього Приіссиккулля. 1894 року 34% всього бюджету міста становили доходи від торгівлі.
Одночасно стали виникати і промислові підприємства. До 1914 року в місті і його околицях діяло 60 промислових підприємств, але вони переважно були невеликими.
У радянський час Пржевальськ був тихим закутковим містечком. Мабуть тому, недалеко біля села Покровка розташувалася військова база по випробуванню торпедних катерів.
Останнім часом місто Каракол є промисловим центром Іссик-Кульської області: АТ «Іссиккульелектро» (машинобудування); харчова та переробна промисловість — АТ «Каракол-Буудай» (переробка зерна), АТ «Ак-Булак» (переробка молока), АТ «Сейїл» (виробництво безалкогольних напоїв), АТ «Тоштук» (виробництво та переробка м'яса); АТ «Темір-Бетон» (виробництво будівельних матеріалів); ТзОВ «Ата-Кенч» (легка промисловість). Урядом Киргизстану заснована ВЕЗ (вільно-економічна зона) «Каракол».
З навчальних закладів у місті діє університет, Каракольська філія НОУ ВПО «Московський інститут підприємництва та права», медичне училище, педагогічне училище, кооперативне училище та ін, а також 11 загальноосвітніх шкіл, ліцей та гімназія.
Є краєзнавчий музей, обладнаний виставкою, що розкриває культуру киргизів та їх історію починаючи з епохи бронзової доби, а також експонатами, котрі представляють світ природи.

## Міські символи

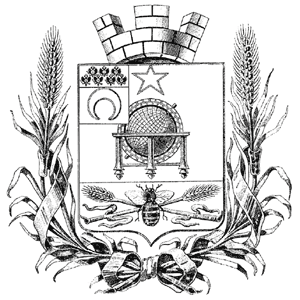
Герб міста Пржевальська 1908 року.

Герб міста Пржевальська був височайше затверджений 19 березня 1908 року — 
|  | «У чорному щиті срібний глобус із золотим меридіаном та підставки, супроводжуваний зверху золотою з п'ятьма променями зіркою. У золотому краї щита два навхрест покладені червлені колосся, обтяжені в точці перетину натуральною бджолою. У вільній частині герб Семирічинської області. Щит увінчаний срібною у три зубці баштовою короною та оточений двома золотими колосками, з'єднаними Олександрівською стрічкою» |

Сучасні герб і прапор міста Каракола були затверджені за підсумками конкурсу зі створення символів міста (герба, прапора та гімну), організованого в березні 2007 року міською радою та мерією міста. Основна композиція герба та прапора складається з елементів сонця та голови оленя з рогами.

## Населення
За даними перепису населення Киргизстану 2009 року чисельність населення міста склала 63 377 осіб, у тому числі:
- киргизи — 43 951 особа або 69,3%
- росіяни — 10 762 особи або 17,0%
- уйгури — 2493 особи або 3,9%
- узбеки — 2156 людина або 3,4%
- татари — 1102 особи або 1,7%
- дунгани — 942 особи або 1,5%
- казахи — 678 осіб або 1,1%
- калмики — 544 особи або 0,9%

Місто Каракол з підлеглими населеними пунктами на 2009 рік населяють 66 294 особи, у тому числі:
- киргизи — 44 878 осіб або 67,7%
- росіяни — 12 343 особи або 18,6%
- уйгури — 2530 осіб або 3,8%
- узбеки — 2182 особи або 3,3%
- татари — 1152 особи або 1,8%
- дунгани — 943 особи або 1,4%
- казахи — 708 осіб або 1,1%
- калмики — 679 осіб або 1,0%

Населення міста 1897 року — 8100 осіб, у тому числі:
- Росіяни — 36%
- Сарти — 27%
- Киргизи — 17%
- Китайці — 11%
- Татари — 7%

## Пам'ятки
Православний Свято-Троїцький собор (1895), Дунганська мечеть (1910), меморіальний музей (1957), могила та пам'ятник Н. М. Пржевальського.